# Gadigal (métro de Sydney)
Gadigal est une station de métro à Sydney, en Australie. Située sur la seule ligne du métro de Sydney entre Martin Place et Central, elle a été mise en service le 19 août 2024.

## Description
La station Gadigal possède deux entrées. L'entrée nord se trouve sur le côté nord de Park Street, entre les rues Pitt et Castrereagh, et l'entrée sud se trouve à l'angle sud-est des rues Pitt et Bathurst. Le quai en direction du nord est situé sous la rue Pitt et le quai en direction du sud est situé sous la rue Castlereagh. Étant donné que le tunnel a dû être percé au-dessus du Cross City Tunnel, les quais se trouvent à 17 mètres (56 pieds) sous la rue Park et à 20 mètres (66 pieds) sous la rue Bathurst, ce qui fait de la station Gadigal la station la moins profonde du projet City & Southwest.
À chaque entrée se trouve une œuvre d'art de Callum Morton intitulée The Underneath. Il s'agit de deux fresques murales de 12,5 mètres de haut (41 pieds) sur les murs en face des escalators à chaque entrée.